# Дейзітаун (Пенсільванія)
Дейзітаун (англ. Daisytown) — місто (англ. borough) в США, в окрузі Кембрія штату Пенсільванія. Населення — 298 осіб (2020).

## Географія
Дейзітаун розташований за координатами 40°19′12″ пн. ш. 78°54′13″ зх. д. / 40.32000° пн. ш. 78.90361° зх. д. (40.320102, -78.903609).  За даними Бюро перепису населення США в 2010 році місто мало площу 0,61 км², уся площа — суходіл.

## Демографія
Згідно з переписом 2010 року, у селищі мешкало 326 осіб у 137 домогосподарствах у складі 103 родин. Густота населення становила 535 осіб/км².  Було 142 помешкання (233/км²).
Расовий склад населення:
| - 100,0 % — білих |

До двох чи більше рас належало 0,0 %. Частка іспаномовних становила 0,3 % від усіх жителів.
За віковим діапазоном населення розподілялося таким чином: 17,8 % — особи молодші 18 років, 60,4 % — особи у віці 18—64 років, 21,8 % — особи у віці 65 років та старші. Медіана віку мешканця становила 49,5 року. На 100 осіб жіночої статі у селищі припадало 95,2 чоловіків;  на 100 жінок у віці від 18 років та старших — 97,1 чоловіків також старших 18 років.
Середній дохід на одне домашнє господарство  становив 62 059 доларів США (медіана — 51 750), а середній дохід на одну сім'ю — 70 458 доларів (медіана — 61 667). За межею бідності перебувало 5,1 % осіб, у тому числі 5,3 % дітей у віці до 18 років та 1,5 % осіб у віці 65 років та старших.
Цивільне працевлаштоване населення становило 159 осіб. Основні галузі зайнятості: освіта, охорона здоров'я та соціальна допомога — 25,8 %, виробництво — 11,9 %, роздрібна торгівля — 9,4 %, публічна адміністрація — 8,8 %.